# Comuna Suhodilske, Dolînska
Suhodilske (în ucraineană Суходільське) este o comună în raionul Dolînska, regiunea Kirovohrad, Ucraina, formată din satele Novosavîțke și Suhodilske (reședința).

## Demografie
Componența lingvistică a comunei Suhodilske
     Ucraineană (97,98%)
     Rusă (1,35%)
     Alte limbi (0,67%)
Conform recensământului din 2001, majoritatea populației comunei Suhodilske era vorbitoare de ucraineană (97,98%), existând în minoritate și vorbitori de rusă (1,35%).